# Zygopachylus albomarginis
Zygopachylus albomarginis is een hooiwagen uit de familie Manaosbiidae.